# Egri Viktória
Egri Viktória (Budapest, 1998. január 18. –) magyar sportlövő.

## Sportpályafutása
2011-ben kezdett a sportlövészettel foglalkozni. A 2014-es junior világbajnokságon pisztollyal 13., légpisztollyal 16. volt. A 2015-ös junior légfegyveres Eb-n légpisztoly csapatban második, egyéniben negyedik lett. A 2015-ös junior Eb-n pisztollyal 23. helyen végzett. A 2016-os légfegyveres Európa-bajnokságon csapatban bronzérmes, egyéniben nyolcadik lett. Ezzel olimpiai kvótához jutott. Ugyanitt a vegyes csapatversenyben Tátrai Miklóssal kilencedik volt. A 2016-os junior Európa-bajnokságon sportpisztollyal a 16., csapatban az ötödik helyen végzett.

## Sikerei, díjai
- Az év magyar sportlövője[7]